# 利普基 (圖拉州)
53°57′N 37°42′E / 53.950°N 37.700°E
利普基（俄语：Ли́пки）是俄羅斯圖拉州中部的一個城市，距首府圖拉以南38公里。2002年人口9,843人。
利普基於17世紀時首次為人所知，1955年正式設市。